# هنکل
هنکل (به آلمانی: Henkel AG & Co. KGaA) یک شرکت آلمانی فعال در تولید محصولات بهداشتی، آرایشی و چسب‌های صنعتی است و مرکز آن در شهر دوسلدورف واقع شده ‌است.
هنکل در ۱۲۵ کشور و ۵ قاره جهان محصولات خود را عرضه می‌کند.

## تاریخچه

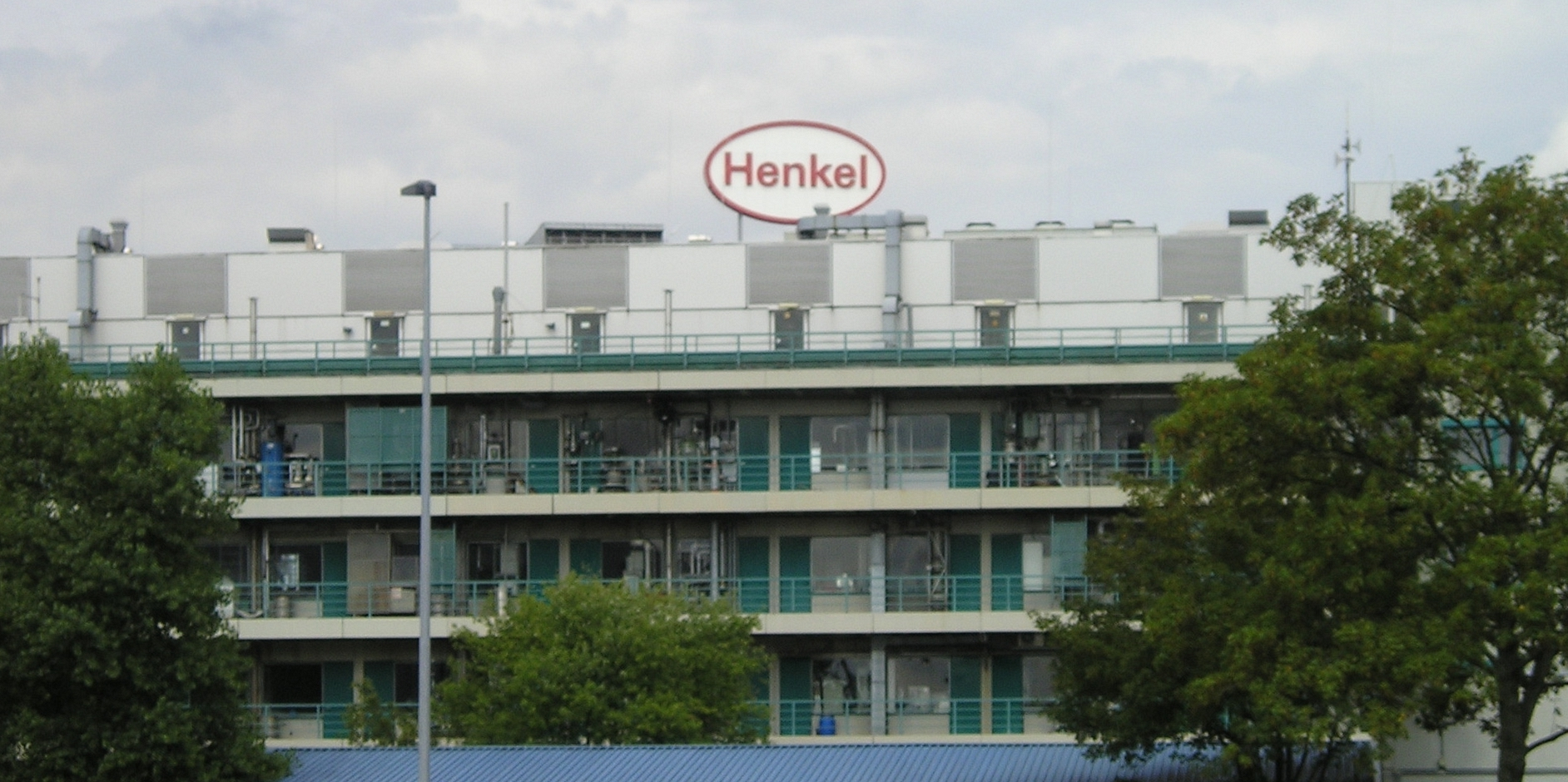
ساختمان هنکل در دوسلدورف.

هنکل در سال ۱۸۷۶ میلادی در شهر آخن توسط فریتز هنکل و دو شریک دیگر تأسیس گردید. در سال ۱۸۷۸ برای دسترسی و حمل نقل بهتر به محل فعلی در شهر دوسلدورف منتقل شد. دوسلدورف جایی بود که به امپراتوری تجارت آلمان در قرن ۱۹ تبدیل شد.
در سال ۱۹۶۰ هنکل تصمیم گرفت با تصاحب برخی شرکت‌ها گسترش یابد. در همان سال، هنکل با تصاحب شرکت محصولات شیمیایی استاندارد وارد بازار مواد شیمیایی آمریکا شد. در سال ۱۹۶۲، این شرکت یکی از مهم‌ترین رقبای خود در آلمان به نام سیشل ورک را خریداری کرد و در سال ۱۹۷۴ نیز، سهام شرکت آمریکایی کلوراکس را خرید تا بتواند دستیابی خریداران را به محصولات آسان‌تر کند.
برندها و نشان‌های تجاری این شرکت عبارتند از: پودرهای رختشویی پرسیل، پورکس، محصولات آرایشی و بهداشتی شوارتسکف، فا و چسبهای لاکتایت و پریت.

## هنکل در ایران

دفتر هنکل-ایران در بزرگراه ستاری تهران

پس از تغییر قانون سرمایه‌گذاری خارجی در ایران در سال ۱۳۷۵ شرکت هنکل با خرید ۶۰ درصد شرکت پاک وش در شهرک صنعتی کاوه اقدام به تولید محصولات تحت نام این برند در ایران نمود و سهامش در بازار بورس تهران عرضه شد.